# 柯克帕特里克 (印第安納州)
柯克帕特里克（英語：Kirkpatrick）是位於美國印第安納州蒙哥馬利縣的一個非建制地區。該地的面積和人口皆未知。